# 東急バス目黒営業所
東急バス目黒営業所（とうきゅうバスめぐろえいぎょうしょ）は、東京都目黒区目黒本町に所在する東急バスの営業所。主に目黒通り・山手通り周辺を運行する路線を所管している。最寄り停留所はかつての町名「清水」。1940年9月に下目黒営業所の移転によって開設され、以後周辺営業所との路線調整を繰り返しつつも、目黒通りを主軸とする目黒区周辺の路線を担当し続けている。営業所の略号は「M」。

## 沿革

### 目黒通りのバスの始まり
目黒通りの公共交通の歴史は古く、明治初年に碑衾村（ひぶすまむら）の人々によって始められた、権之助坂と玉川野毛の渡し場を結ぶ乗合馬車に始まる。その後、下目黒の人々が乗合自動車の運行を開始するにあたり、この馬車路線の権利を譲り受けることとなった。これが1919年（大正8年）のことであり、バスとしての歴史も大変古いものになる。この路線は目黒乗合自動車によって運行され、目黒駅前 - 氷川神社前（現・中根町）間を結ぶものであったが、1923年（大正12年）4月に目黒自動車運輸に買収された。
この目黒自動車運輸は、1920年（大正9年）12月に志保澤忠三郎によって設立され、当初は主に貨物や貸切自動車の営業を営んでいた会社である。目黒乗合自動車の路線を買収した直後の1923年9月に関東大震災が発生し、郊外への転居者が激増したため、図らずも沿線人口が増加し、同社の業績もそれに応じて向上していった。
その後、目黒自動車運輸は1929年（昭和4年）5月28日玉川電気鉄道の傍系会社となった。これは1927年（昭和2年）4月19日に新たな電鉄会社・目黒玉川電気鉄道が現在の目黒通りに沿って東京府荏原郡大崎町と玉川村間に免許されたことに端を発する。競合会社の出現に対し玉川電気鉄道は早速同社の買収に動き、買収後の12月17日に株式会社を設立して新線建設に取りかかったものの、費用対効果の面から鉄道よりは乗合自動車の方が効率が良いとの結論に達し、鉄道建設を凍結した。一方の目黒自動車運輸は増資を決議したものの、なかなか引き受け手がなかった。こうして、目黒玉川電気鉄道が目黒自動車運輸の増資分を引き受けることになり、目黒自動車運輸が玉電系になったものである。実際の経営は引き続き志保澤が行っていた。

1935年（昭和10年）8月19日、目黒玉川電気鉄道は未成線のまま解散し、目黒自動車運輸は玉電直系になる。翌1936年（昭和11年）5月30日、目黒自動車運輸は芝浦乗合自動車の経営権を獲得するが、同年10月13日玉川電気鉄道は東京横浜電鉄に買収される。こうして、翌1937年（昭和12年）12月1日に目黒自動車運輸は芝浦乗合自動車とともに東京横浜電鉄の姉妹会社である目黒蒲田電鉄に合併した。
この際、権之助坂にあった本社は目黒蒲田電鉄の下目黒営業所として引き継がれた。目黒蒲田電鉄は、もともと目黒区では南部の洗足、大岡山、自由ヶ丘などにおいて運行していたが、この合併によって概ね祐天寺以南の山手通り上を除く範囲が同社のエリアとなった。さらに、1939年10月1日に東京横浜電鉄を合併し、区のほぼ全域に東横（同月16日目蒲が社名を変更）のバスが走るようになった。
この時点で、目黒区内の営業所は、前記の下目黒営業所のほか、旧・東京横浜電鉄より引き継いだ中目黒営業所があり、それぞれ合併前と同じように路線を所管していた。また、旧・目蒲路線も以前のまま神明営業所が担当しており、営業エリアと車庫が大きく離れていた。そこで、目黒区内の路線に効率的な配車を行えるよう、1940年（昭和15年）9月29日に下目黒営業所を目黒区のほぼ中央にあたる清水に移転、目黒営業所と改称し、新たな営業拠点として周辺路線を集約したのである。
その後、1942年（昭和17年）2月1日に陸上交通事業調整法に基づく戦時統合により、以下の路線区間を東京市電気局（現・東京都交通局）に譲渡した。
- 五反田駅前 - 西町（現・高輪三丁目） 1.01km
- 高輪警察署前 - 三田三丁目 1.80km
- 目黒駅前 - 日吉坂上（現・白金台駅前） - 高輪警察署前 - 西町（現・高輪三丁目） - 品川駅前 3.03km

結果、所管路線は下表の通りとなった（東京急行電鉄五十年史より抜粋、加筆）。
| 管轄営業区間                  | キロ程 | 旧所属事業者   | 備考                               |
| ----------------------------- | ------ | -------------- | ---------------------------------- |
| 目黒駅前 - 自由ヶ丘           | 5.33km | 目黒自動車運輸 | 自由ヶ丘＝八雲三丁目               |
| 目黒営業所前 - 小山           | 2.04km | 目黒自動車運輸 | 現在の平和通り経由                 |
| 元競馬場前 - 祐天寺駅前       | 1.64km | 目黒自動車運輸 |                                    |
| 清水 - 五本木宮前             | 0.81km | 目黒自動車運輸 | 五本木宮前＝守屋図書館の西         |
| 祐天寺駅前 - 碑文谷           | 1.40km | 旧・東横       | 碑文谷＝学芸大学駅                 |
| 田切 - 獣医学校裏             | 1.35km | 旧・東横       | 獣医学校は現在の日大前。           |
| 武蔵小山駅前 - 宮前町         | 3.76km | 目蒲           |                                    |
| 洗足通 - 円融寺前             | 0.61km | 目蒲           | 洗足通＝原町交番                   |
| 自由ヶ丘駅 - 駒沢ゴルフコース | 2.12km | 目蒲           | 駒沢ゴルフコースは現在の駒沢公園。 |

### 戦後の目黒営業所
戦後は、休止線の復旧を行うとともに、新規区間の開通が徐々に進められた。ちなみに昭和20年代には、東急バスの世田谷区内の営業所が淡島営業所1カ所しかなく、目黒営業所は東京都内の広い範囲にわたって路線を担当した。

目黒通りを走る自由ヶ丘線は、1948年より都営バスとの相互乗り入れを開始し、都心への直通運転を行うようになった。1950年（昭和25年）には等々力から深沢・駒沢・渋谷を経由して東京駅に向かう等々力線も開通する。また、祐天寺方面の路線は目黒駅 - 三軒茶屋間を結ぶ三軒茶屋線に、自由ヶ丘駅 - 駒沢ゴルフコース間の路線は渋谷駅直通のグランド線へと発展した。
目黒区の南部では、東急目蒲線武蔵小山駅周辺へと東西に結ぶ戦前の路線が廃止され、戦後新たに碑文谷線、洗足線、渋谷線のような各々の地域から国鉄のターミナルに連絡する路線が開通した。また、洗足線や不動線のように、目黒区内から渋谷駅へと連絡する路線ができたことも、戦後の変化の一つである。
一方で、江ノ島線や長野線といった長距離路線を担当し、貸切車も配備されるなど、東急バスのエース格の拠点として社内での地位を固めていった。
1956年（昭和31年）、瀬田営業所の発足に合わせて等々力線とグランド線が移管。同時に観光営業所が新設され、貸切専用車はそちらに移った。
1986年（昭和61年）、碑文谷線と清水線に都市新バスシステムが導入される（次節で詳述する）。

### トランセ委託の時代
2000年代には、東急トランセへの管理委託に伴う路線の異動が相次ぐ。2002年（平成14年）、旧目黒自動車運輸以来の伝統を誇った三軒茶屋線と小山線が管理委託になり、下馬と弦巻へ移管。2007年（平成19年）には、洗足線が委託化され下馬に移った。また、弦巻のトランセ委託化の際に直営で残すため移管されてきた深沢線も同年、管理委託の上弦巻に戻された。2016年（平成28年）3月1日には、トランセ委託化で下馬に移管されていた洗足線が、委託解除の上目黒に戻された。
2007年6月27日には、目黒営業所所管路線にPASMOが導入されている。
2010年（平成24年）4月、荏原営業所の担当だった荏原町線、しながわ水族館線、TOCシャトル線が移管される。これは荏原営業所の建て替え工事により車庫敷地が手狭になるためであった。建て替え工事終了後の2012年（平成24年）10月1日、3路線すべてが荏原営業所に戻された。

## 目黒通り新交通システム

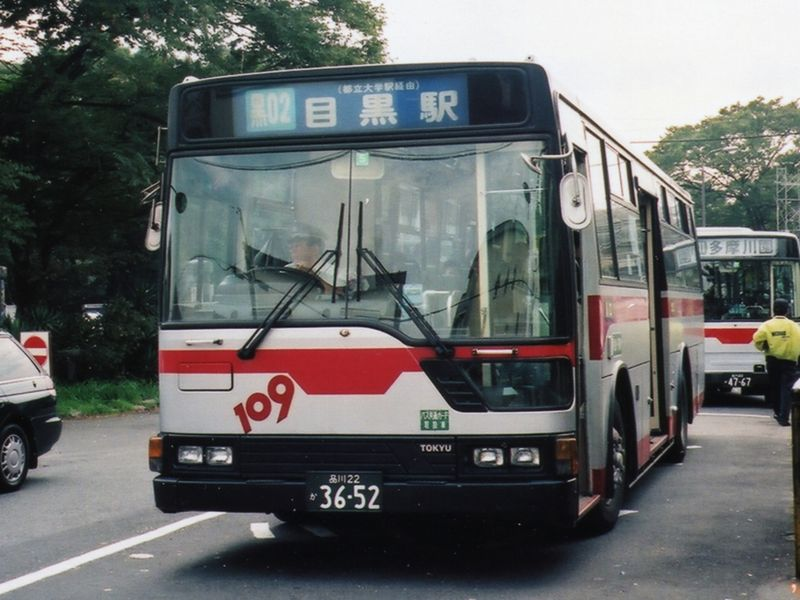
目黒通り専用車「109車」 M875

## 現行路線

### 碑文谷線
- 黒01：目黒駅 → 大鳥神社前 → 清水 → サレジオ教会 → 大岡山小学校前 → 碑文谷八幡前 → サレジオ教会 → 清水 → 大鳥神社前 → 目黒駅
- 黒01：目黒駅 - 大鳥神社前 - 清水
- 黒01：目黒郵便局 → サレジオ教会 → 大岡山小学校前 → 碑文谷八幡前 → サレジオ教会 → 清水 → 大鳥神社前 → 目黒駅

碑文谷線・黒01系統は、目黒営業所の主力路線であり、日中でも5 - 6分毎、1日あたりの運行回数が東急バス全路線の中で最も多くなっている。このため、清水線とともに新交通システム対応「109車」への一斉リニューアルや、同車を置きかえるべく実施された都内民営事業者としては初となるノンステップバスの大量投入など、数多くの先進的な試みが行われてきた。
碑文谷線が開通したのは1956年（昭和31年）5月16日のことで、当初は恵比寿駅を起点とし、目黒駅 - 田向 - サレジオ教会 - 区立七中 - 目黒駅というルートで循環運行していた。1957年2月11日に目黒駅発着に短縮され、大岡山小学校前を廻るようになったのは、同年12月6日のことである。また、かつては大岡山小学校 - 碑文谷八幡間に「宮ヶ丘」という停留所が設けられるなど、付近の停留所の位置関係も若干違っていた。
沿線には目黒日大（旧・日出女子学園）、多摩大目黒中高（旧・目黒学園女子高校）、トキワ松学園、目黒星美学園小学校といった私立学校が多く、それらへの通学輸送の役割が非常に大きい。
この線のサレジオ教会より西側は反時計回り・一方通行の循環区間であり、方向幕上の終点・大岡山小学校前は環七通り上ということもあって中間停留所のような扱いとなっている（方向幕はサレジオ教会 - 碑文谷三丁目までの間に「目黒駅」ゆきになっている）。実質的に終点の役割を担っているのは、その次の碑文谷八幡前であり、ここに時間調整のための待避スペースがある。
1987年11月2日から深夜バスも運行している。目黒駅 - 清水の出入庫便も何本か運転される（清水止まりは系統番号なしの場合もある）。現在は全便ノンステップ車で運行。

### 清水線
- 黒02：目黒駅 - 大鳥神社前 - 清水 - 都立大学駅北口 - 等々力七丁目 - 上野毛駅 - 二子玉川駅
- 黒02：目黒駅 - 大鳥神社前 - 清水 - 都立大学駅北口 - 等々力七丁目
- 黒02：清水 ← 都立大学駅北口 ← 等々力七丁目 ← 上野毛駅 ← 二子玉川駅
- 黒02：目黒郵便局 → 都立大学駅北口 → 等々力七丁目 → 上野毛駅 → 二子玉川駅

清水線（黒02系統）は、目黒駅から目黒通りを等々力七丁目まで走り、上野毛駅を経由し二子玉川駅までを結ぶ。沿線には碑文谷線も並行する日出学園、トキワ松学園の他、産業能率大学本部・自由が丘キャンパス、自由が丘産能短期大学、多摩美術大学本部・上野毛キャンパス、都立桜修館（旧・都立大付属高校）、八雲学園、東京都市大学等々力中高（旧・東横学園）など教育機関が多い。
碑文谷線とともに、1986年にバス新交通システムが開始され、1997年にはノンステップバスが大量導入された路線である。現在は全便ノンステップ車で運行される。
終戦直後は、目黒駅 - 清水として運行していた。この区間には、現在も出入庫便が少数営業運行しているが、この頃は一般路線として非常に多くの便数があった。その後、1960年代に入り今のように二子玉川園前（現・二子玉川駅）まで延長された。
1964年（昭和39年）から1969年までは、不動前営業所に一時移管されていた。この時の絡みで不動前が大橋に移転した時も、大橋営業所に引き継がれた。大橋営業所は、東急玉川線廃止後の代替バスを主に受け持つべく開設された営業所であるが、これが縁となり玉電廃止の翌日、1969年5月11日より二子玉川園前を越えて砧本村に至る便が運行されるようになった。後の黒03系統の誕生である。
1970年（昭和45年）9月1日、清水線は大橋から目黒に戻される。この時に、黒03系統の運用の都合で玉06の一部便も受け持つようになる。

黒03は1988年（昭和63年）2月15日限りで廃止され、目黒駅 - 二子玉川園前間の運行に統一された。同時に砧線の目黒担当便は高津営業所に移管された。
2004年9月16日から目黒駅 - 等々力七丁目間で深夜バスの運行を開始したが、2018年10月31日付で深夜バスの運行は終了となった。
多摩川花火大会開催時には、上野毛駅 - 二子玉川駅間が通行止めとなるため、運行は上野毛駅発着となり、車両は環八通り上の瀬田営業所を利用して折り返す形であったが、現在は環八通りの混雑による遅延を避けるため、等々力操車所で折り返しを行っている。

### 自由が丘線

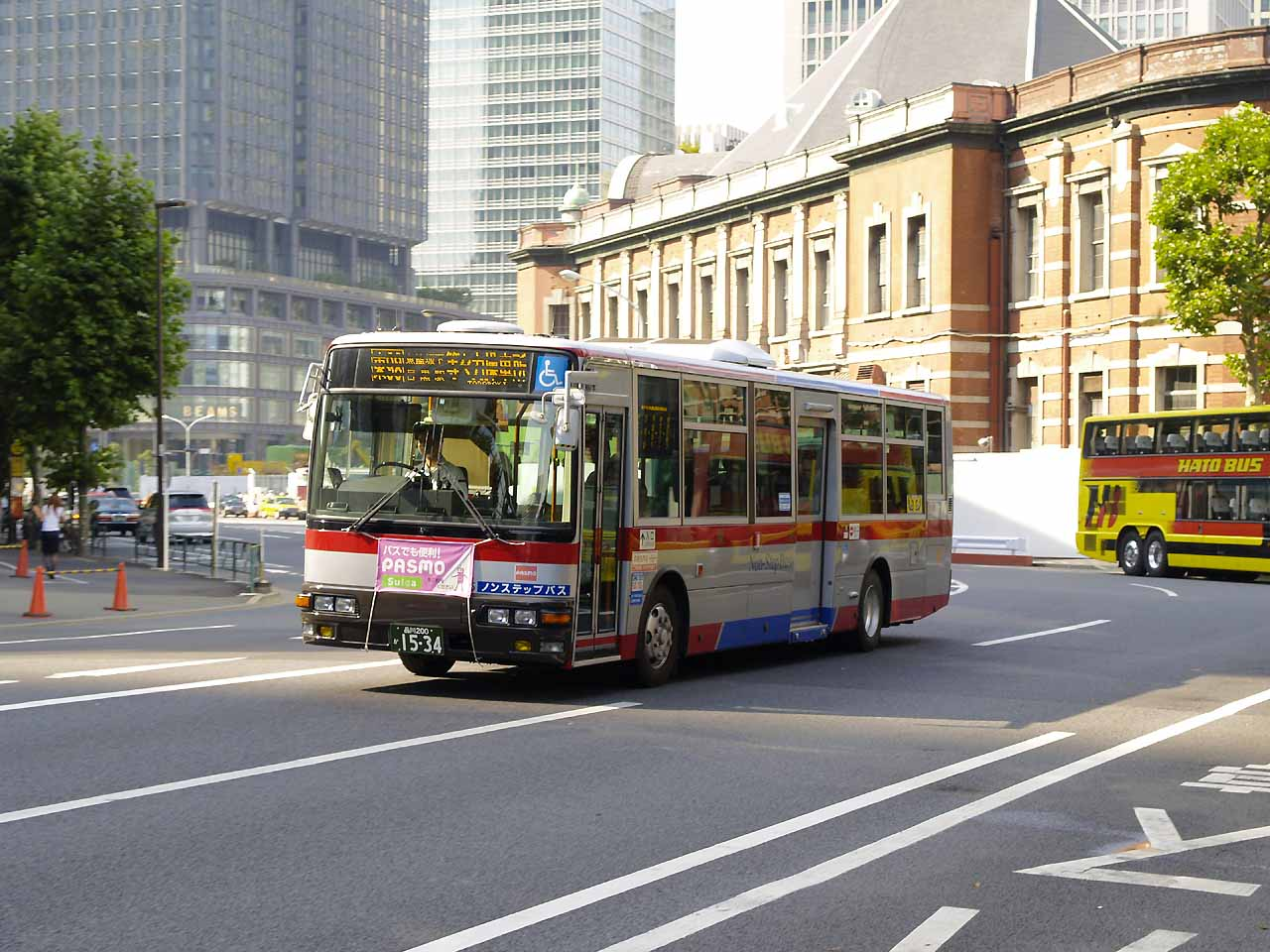
東京駅を出発する東98系統(M7715)

- 東98：東京駅南口 - 日比谷 - 東京タワー - 慶應義塾大学前 - 目黒駅[注釈 2] - 大鳥神社前 - 清水 - 都立大学駅北口 - 等々力七丁目 - 等々力 - 等々力操車所（朝および夕方以降のみ運行）
- 東98：東京駅南口 - 日比谷 - 東京タワー - 慶應義塾大学前 - 目黒駅[注釈 2] - 大鳥神社前 - 清水
- 東98：清水 ← 都立大学駅北口 ← 等々力七丁目 ← 等々力 ← 等々力操車所（入庫）
- 東98：目黒郵便局 → 都立大学駅北口 → 等々力七丁目 → 等々力 → 等々力操車所（出庫）
- 東98：目黒駅（往路は目黒駅東口始発） - 清水 - 等々力七丁目 - 等々力 - 等々力操車所

東京駅南口 - 等々力操車所間の運行距離は約15kmで、東急バスの一般路線バス系統では、2024年現在で最長を誇る路線である。
東京駅南口 - 目黒駅間は、東急バスでは唯一、港区内を縦断し千代田区内に乗り入れており、終戦直後から長らく都営バス（目黒営業所→品川営業所→港南支所）と共同運行を行っていたが、2013年（平成25年）3月31日限りで都営が撤退し、東急バスによる単独運行となった。東急と都営との共同運行としては最後まで残った路線である。
以前は、このような民営バスの東京駅乗り入れ路線が数多く存在したが、自動車交通の発展とともに生じた幹線道路の渋滞、地下鉄路線の相次ぐ開業等により、その多くが山手線駅等を境に分割されてきた。その中で、東98系統は分割されずに残っている。目黒駅 - 等々力七丁目間は清水線、加えて目黒駅 - 都立大学駅北口間は弦巻営業所の深沢線（旧・学校線）とも重複しており、目黒通りを走行する路線として補完関係にあり、両路線をあわせるとラッシュアワーでは1時間当たり15本以上の運行本数となる。

この路線は、1946年2月に目黒駅 - 柿の木坂（現・碑文谷警察署付近）を復旧したのが戦後の始まりで、同年6月14日に都立高校へ、9月に自由ヶ丘（現・八雲三丁目）へと延長されていった。1948年（昭和23年）11月1日より、都営バスとの相互乗り入れにより東京駅まで運行するようになったが、その後も自由ヶ丘発着の時代が長く続き、線名の由来となっている。等々力へ伸びたのは、相互乗り入れ開始から10年以上もあとの1959年3月20日のことである。1968年（昭和43年）6月13日からは、通勤時間帯に限って目黒出入口 - 霞が関出入口間で首都高速道路を経由する便が登場し、1987年（昭和62年）5月15日まで運行されていた。
都営バスと共同運行時代の運賃は、東京駅 - 目黒駅が200円、目黒駅以西・以南のみ、または目黒駅をまたいで乗車する場合は210円であった。2013年3月31日まで共同運行していた都営バスの運賃は全線で200円だった（このため目黒駅 - 等々力では都営便が10円安かった）。
先述の通り目黒駅を境に分かれていた運賃制度は東急単独化後もそのままであったが、2014年12月1日より全線が220円（ICカード216円）均一となった。同時に、東京駅 - 目黒駅間のみで利用できた区間定期券が廃止される代わりに清水方向のみ使えた目黒駅近距離定期券が目黒駅 - 白金高輪駅間でも使えるようになった。2019年10月1日より消費税率引き上げに伴い全線が220円（ICカード220円）に変更された。
2021年（令和3年）11月1日のダイヤ改正に伴い、日中は全て東京駅南口 - 清水間での運行となり、東京駅南口 - 等々力操車所間は朝と夕夜のみの運行となる。また、日中時間帯における本系統の補完として、等々力操車所→玉川神社前→玉川警察署→等々力操車所間の循環路線「等21」が新設された。日中に等々力駅方面と目黒駅方面の間で利用する場合、等々力小学校前停留所で清水線・黒02系統との乗り継ぎが必要になるが、救済措置としてこの改正以後ICカードで利用する場合は、同停留所で1乗車目から90分以内に乗り継いだ場合は2乗車目の運賃が無料となる「ICカード乗継割引」制度が導入された。この乗継制度は清水停留所において東98系統と黒02系統および深沢線・黒07系統の間で乗り継ぐ場合も適用となるため、東京駅方面から二子玉川駅や桜新町駅・弦巻営業所方面へも1回分の運賃で乗り継ぐことが可能となった。
2023年3月1日に再度路線が改編され、等21系統は廃止となり、改めて日中時間帯は目黒駅 - 等々力操車所間の区間系統を新設し、東京駅南口 - 清水間の系統と乗り継ぎにより目黒駅以東と等々力方面を一度の乗り換えで行き来できるように変更した。
2020年4月1日からは燃料電池バス「SORA」が平日に限り1日4往復運行するようになった。

### 品川線
- 渋41：渋谷駅 - 大橋 - 中目黒駅 - 大鳥神社前 - 大崎広小路 - 大崎駅 - 新馬場駅前 - （往路：青物横丁/復路：ゼームス坂上） - 大井町駅
- 渋41：渋谷駅 - 大橋 - 中目黒駅 - 大鳥神社前 - 清水
- 渋41：渋谷駅 - 大橋 - 中目黒駅 - 大鳥神社前
- 渋41：清水 - 大鳥神社前 - 大崎広小路 - 大崎駅 - 新馬場駅前 - （往路：青物横丁/復路：ゼームス坂上） - 大井町駅
- 渋41：渋谷駅 - 大橋 - 中目黒駅 - 大鳥神社前 - 大崎広小路 - 大崎駅 - 新馬場駅前
- 渋42：渋谷駅 - 大橋 - 中目黒駅 - 大鳥神社前 - 大崎広小路 - 大崎駅西口
- 渋42：清水 - 大鳥神社前 - 大崎広小路 - 大崎駅西口
- 渋43：渋谷駅 - 大橋 - 中目黒駅 - 大鳥神社前 - 大崎広小路 - 大崎駅 - 新馬場駅前 - 北品川 - 品川駅 - 高輪ゲートウェイ駅
- 渋43：清水 - 大鳥神社前 - 大崎広小路 - 大崎駅 - 新馬場駅前 - 北品川 - 品川駅 - 高輪ゲートウェイ駅
- 井50：武蔵小山駅 - 下神明駅入口 - 東急大井町駅 - 青物横丁 - 新馬場駅前 - 北品川 - 品川駅 - 高輪ゲートウェイ駅（平日日中のみ）
- 井51：武蔵小山駅 - 下神明駅入口 - 東急大井町駅（土休日日中のみ）

品川線は、渋谷駅から大橋を経て山手通りを南下し、第一京浜（国道15号）を経て大井町駅および高輪ゲートウェイ駅に至る路線と、武蔵小山駅から補助26号線（別名環状6.5号線）を東進し、東急大井町駅、第一京浜（国道15号）を経て高輪ゲートウェイ駅に至るという、2つの路線から成る。
なお、東急大井町駅と大井町駅（JR大井町駅）は別々のバス停である。大井町駅発のバスは大井町駅東口を出るとすぐに左折してゼームス坂を通行、大井町駅行は青物横丁を経由するため、南馬場駅までは別ルートとなっている。

この路線は、1929年（昭和4年）11月21日に東横乗合が運行を開始した大橋 - 大鳥神社前の路線がベースとなっている。東横乗合の東横電鉄本体への吸収により東横乗合中目黒営業所の流れを汲む不動前営業所が担当となった。

終戦直後は、渋谷駅 - 品川区役所（旧庁舎。新馬場駅付近）を結んでおり、当時の線名は品川区役所線といった。区役所が広町の現庁舎に移転したときにも、区役所構内を発着する便が新設され、長年品川区の北部と区役所を結ぶ連絡線の役割を果たしてきた。1956年（昭和31年）9月21日、路線の大半にあたる渋谷駅 - 大崎広小路間に都営トロリーバス102系統（池袋駅 - 渋谷駅 - 五反田駅 - 品川駅）が開通して競合となるが、都電第1次撤去と同時の1967年（昭和42年）12月9日限りで廃止されると、都営バスは渋谷と五反田の間に代替バスを設けず、トロリーバスの事実上の後継路線という意味合いが生まれた。

玉川線廃止直前の1969年（昭和44年）5月6日限りで不動前営業所が活動を終了し、玉川通り沿いの大橋に移転して大橋営業所に生まれ変わると、廃止の直前まで一貫して大橋が担当した。
しかし、1971年（昭和46年）6月1日からは全便が大井町駅までの運行となり、線名からも「区役所」の文字が消えて「品川線」となった。1991年（平成3年）3月18日から渋谷駅 - 大橋 - 大鳥神社前 - 目黒駅というルートで深夜バスが運行されていたが、短命に終わっている。

また、1994年（平成6年）6月末日まで、道玄坂上停留所付近から渋谷駅構内まで東急バス専用道があり、その終端となる東急百貨店東横店西館2階には、ターンテーブルを備えた渋谷東急バスターミナルがあった。この場所は東急玉川線（路面電車）の渋谷駅跡地で、玉川線廃止後、専用軌道をバス専用道路に作り替え、停車場跡地にターンテーブルが設置され、1970年（昭和45年）5月17日から使用されていたものである。現在の渋谷マークシティ内、京王井の頭線と東京メトロ銀座線の線路に挟まれた場所に当たり、品川線はそこを起点としていた。その後、渋谷マークシティの建設に伴いターンテーブルは撤去され、路線バスの停留所はなくなったが、バス専用道入口は引き続き高速バスターミナル（マークシティ5階）の専用道として残っている。
2002年（平成14年）7月16日付で大橋営業所から目黒営業所へ移管され、これと同時に大井町駅 - 大橋間の出入庫系統が廃止され、清水 - 渋谷駅・清水 - 大井町駅の出入庫系統が新設された。2003年3月19日には、渋谷駅 - 大崎警察署の折り返し便を居木橋（いるきばし）まで延長した（渋谷駅方向は大崎駅発）。2015年（平成27年）12月8日に大崎駅西口のバスターミナルが開設され、同ターミナルに乗り入れを開始。これに伴い、従来の居木橋着・大崎駅始発便は廃止された。大崎駅折返し便は行先表示の系統番号部分を反転させている。

基幹となる渋41系統は、立正大学、東京音楽大学、目黒学院への通学輸送、東京共済病院・東邦大学医療センター大橋病院への病院輸送、防衛省目黒地区や大崎副都心（大崎ニューシティ・ゲートシティ大崎・ThinkPark、神戸製鋼所東京本社・ソニーシティ大崎・かんぽ生命保険東京サービスセンターなど）への通勤輸送、また大崎広小路にある城南信用金庫本店営業部、中目黒駅至近にある目黒区総合庁舎、知的財産高等裁判所本所・東京地裁中目黒庁舎（別名ビジネス・コート）、東急グループのイメージスタジオ109目黒スタジオへのアクセスを担う。
2022年（令和4年）11月1日、品川駅を経由する形で、高輪ゲートウェイ駅まで乗り入れを開始した（渋43系統）。これに合わせて系統番号の変更（大崎駅西口発着を渋42系統に変更）と運行回数の変更が行われた。高輪ゲートウェイ系統は、品川駅乗り換えの東海道新幹線をはじめとする鉄道連絡輸送に力点が置かれる。
2023年（令和5年）3月1日、武蔵小山駅から東急大井町駅と品川駅を経由し高輪ゲートウェイ駅へ至る井50系統と途中の東急大井町駅止まりの井51系統を新設した。これは、都道鮫洲大山線（補助26号、通称・環状6.5号）豊トンネルの完成に伴う道路状況の改善により新設されるもので、東急目黒線とりんかい線を結ぶ鉄道短絡輸送の他、荏原地区から区役所・きゅりあんなど大井町駅周辺へ、逆に大井地区からスクエア荏原へのアクセスといった公共施設輸送を担う。開設時点では日中のみの運行。大井町駅東口 - 新馬場駅前間では渋41系統と異なり、往復とも青物横丁を経由する。

### 洗足線
- 渋71：渋谷駅東口 - 代官山駅入口 - 祐天寺 - 中央町 - 清水庚申 - 洗足駅
- 渋71：渋谷駅東口 - 代官山駅入口 - 祐天寺 - 中央町 - 清水（出入庫）
- 渋71：洗足駅 → 清水庚申 → 清水（入庫）
- 渋71：清水庚申 → 洗足駅（出庫）

1952年（昭和27年）6月25日に東急百貨店（渋谷駅東口）- 清水が開通し、1954年（昭和29年）7月25日に洗足まで延長、1957年（昭和32年）7月13日からは大岡山経由で洗足池に至る便も運行されていたが、1970年代に現行経路となった。なお円融寺前 - 洗足駅間は、戦前に目黒蒲田電鉄が運行した路線と重複する。また1975年までは中目黒駅から先、新宿駅西口まで行く宿50系統も目黒区役所（現・水道局目黒営業所前） - 中目黒駅間で重複していた（後述）。

祐天寺二丁目交差点以降の目黒中央中学校 - 洗足駅は、清水（清水庚申）付近で目黒通りを横断する以外は専ら住宅街を走り、目黒区上目黒、中央町、目黒本町、洗足の地域輸送を長年担ってきた。2022年10月から、品川線とともに知的財産高裁本所・東京地裁中目黒庁舎（別名ビジネス・コート）への司法関係者の輸送も担うことになった。
実相山正覚寺・明顕山祐天寺・経王山円融寺といった著名な寺院・仏閣があり、目黒区総合庁舎、都立目黒高校への足としての重要な役割を持つ路線でもある。途中には洗足学園前という停留所があるが、これは洗足学園第一高等学校がかつて停留所前にあった名残である。
水道局目黒営業所前 - 清水庚申は交通規制（一方通行）により、洗足方面と渋谷方面で通行経路が異なる。そのため中央町二丁目は洗足方面のみ、清水は渋谷方面のみ停車となり、中央町はそれぞれの停留所が約200m離れている。開通当初、この付近では五本木から目黒通りへと直進するルートで往復とも運行されていた。出入庫時には両方向から清水発着（洗足駅行き出庫便のみルートの都合上、清水庚申発）が運転される。当路線は中型車で運用する。
渋谷駅東口は渋谷ヒカリエ1階正面玄関前の52番のりばを使用する（降車は向かいの渋谷スクランブルスクエア前）。東急目黒線洗足駅では駅舎裏の東急ストア前にのりばがあり、洗足駅ホームの地上部分にあたる場所となる。
2007年（平成19年）3月16日、東急トランセ管理委託の上下馬営業所へ移管されるが、2016年（平成28年）3月1日付で管理委託を解除の上全便再移管。9年ぶりに元の目黒営業所に復帰し現在に至る。

### 不動線

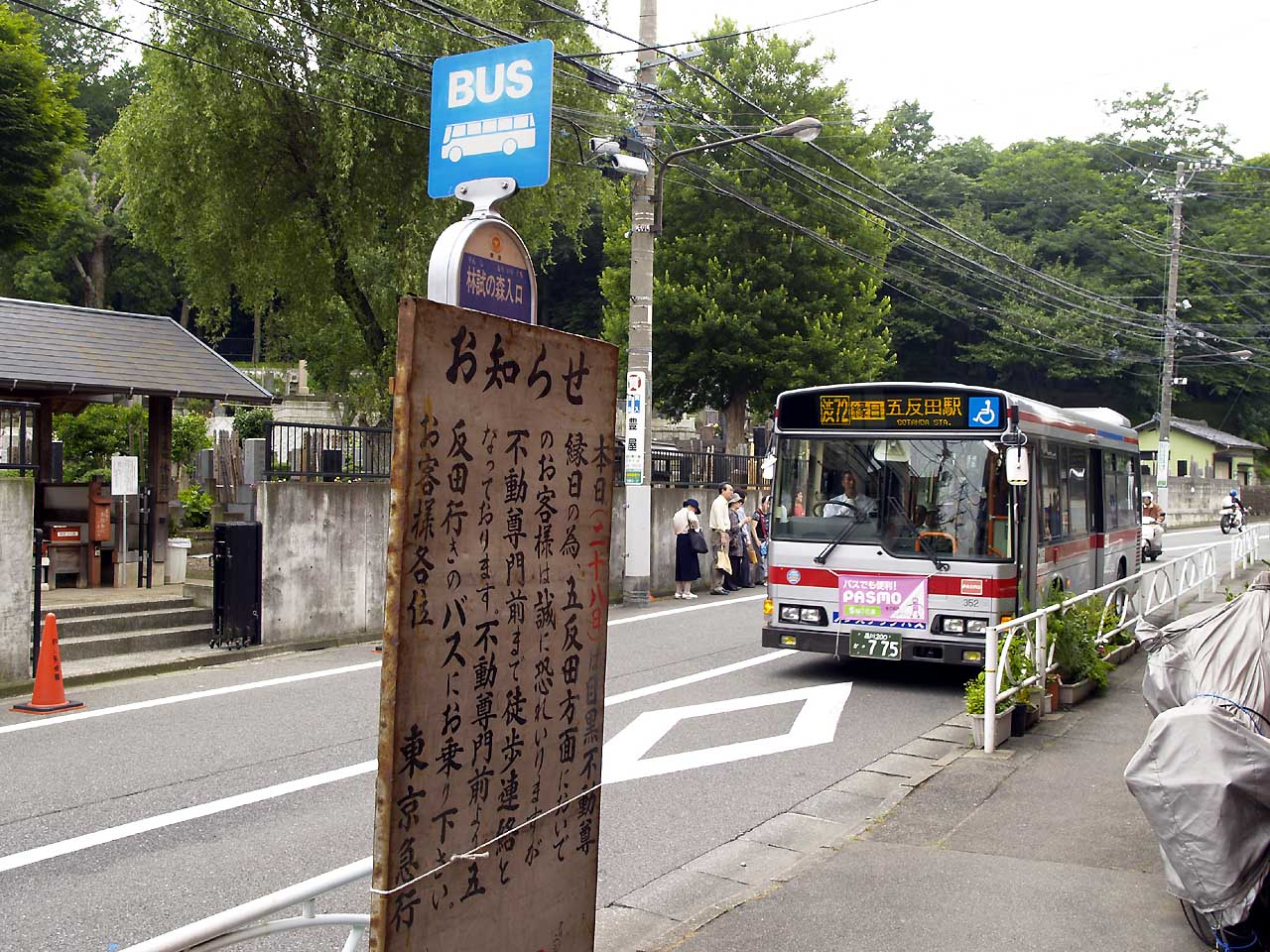
縁日開催時の不動線(M352)
渋谷駅からのバスはここ「林試の森入口」で折り返す

- 渋72：渋谷駅東口 - 恵比寿駅 - 茶屋坂 - 大鳥神社前 - 林試の森入口 - 目黒不動尊 - 桐が谷 - 大崎広小路 - 五反田駅
- 渋72：渋谷駅東口 - 恵比寿駅 - 茶屋坂 - 大鳥神社前 - 清水
- 渋72：清水 - 目黒不動尊 - 桐が谷 - 大崎広小路 - 五反田駅
- 渋72：渋谷駅東口 - 恵比寿駅 - 茶屋坂 - 大鳥神社前 - 林試の森入口（縁日）
- 渋72：不動尊門前 - 桐が谷 - 大崎広小路 - 五反田駅（縁日）

林野庁林業試験場（現・森林総合研究所）への通勤輸送を目的に、1959年（昭和34年）12月18日付で開通した。林業試験場が茨城県つくば市へ移転した後も、統合幕僚学校・陸海空3自衛隊幹部学校・艦艇装備研究所などを擁する防衛省目黒地区への通勤輸送、また東京博善桐ヶ谷斎場を訪れる葬儀参列者の輸送を担っている。渋谷駅東口は洗足線と同じく渋谷ヒカリエ前の53番のりば（降車は向かいの渋谷スクランブルスクエア前）を、五反田駅では西口7番のりばに発着する。
都営バスが停車する渋谷車庫、東三丁目は通過する。
本路線は目黒不動尊の境内を通行しているが、毎月28日および正月3ヶ日は縁日が開催されるため境内の通行ができなくなる。そのため毎月28日および正月3ヶ日は原則として「渋谷駅東口 - 林試の森入口」「不動尊門前 - 五反田駅」の分離運転となり、林試の森入口 - 不動尊門前の間は徒歩連絡となる。この間を徒歩連絡で利用する乗客には、林試の森入口または不動尊門前にて降車する際に乗継券が配布される。また、曜日にかかわらず特別ダイヤで運行される。また、三が日も縁日同様のダイヤが組まれる。なお、折り返し地点となる「林試の森入口」・「不動尊門前」で折返す際は、T字路でバックする形で折返す。そのため、縁日ダイヤの際は両停留所の周辺に誘導員が配置される。

### さんまバス

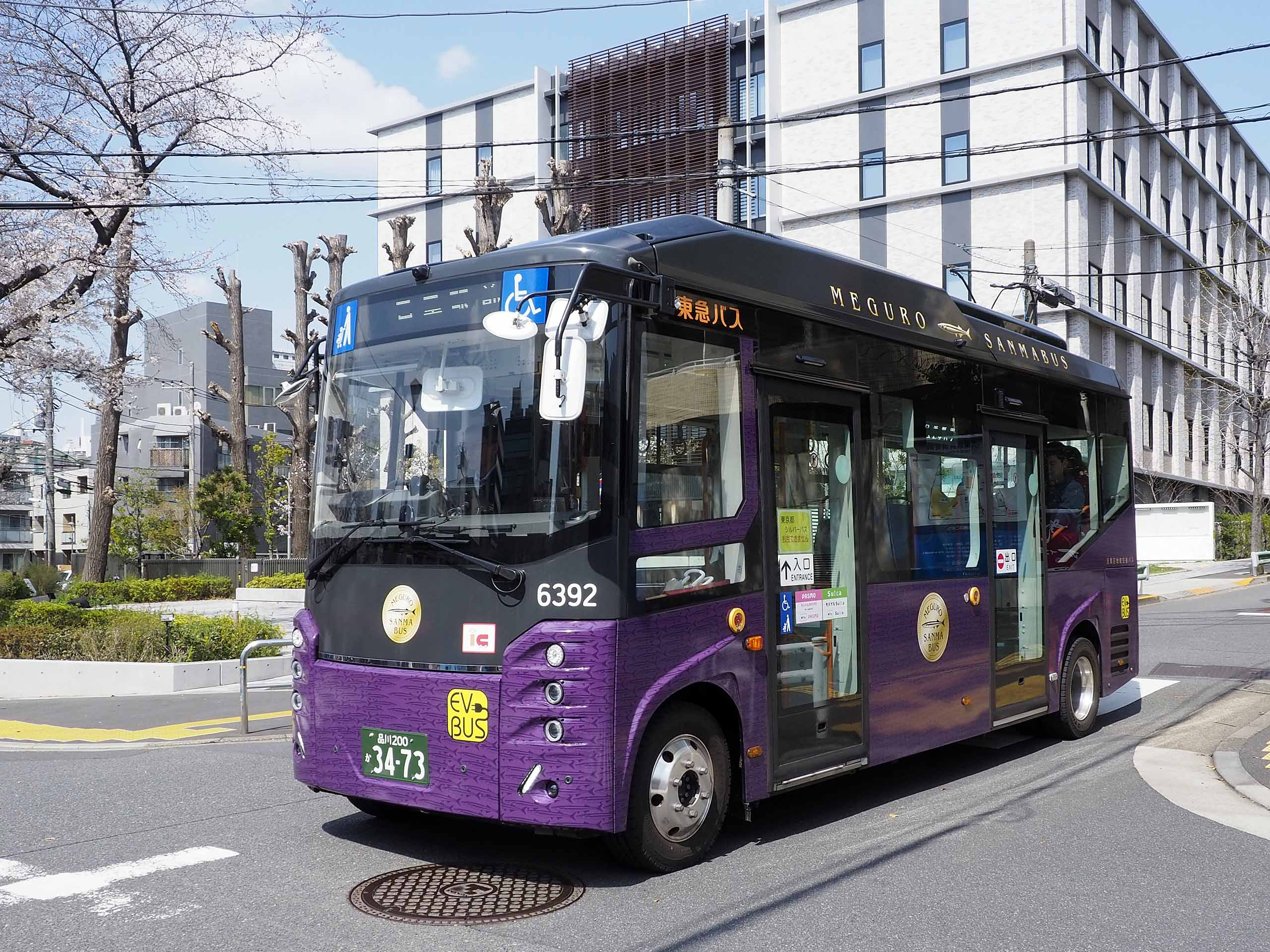
さんまバス専用車(M6392)

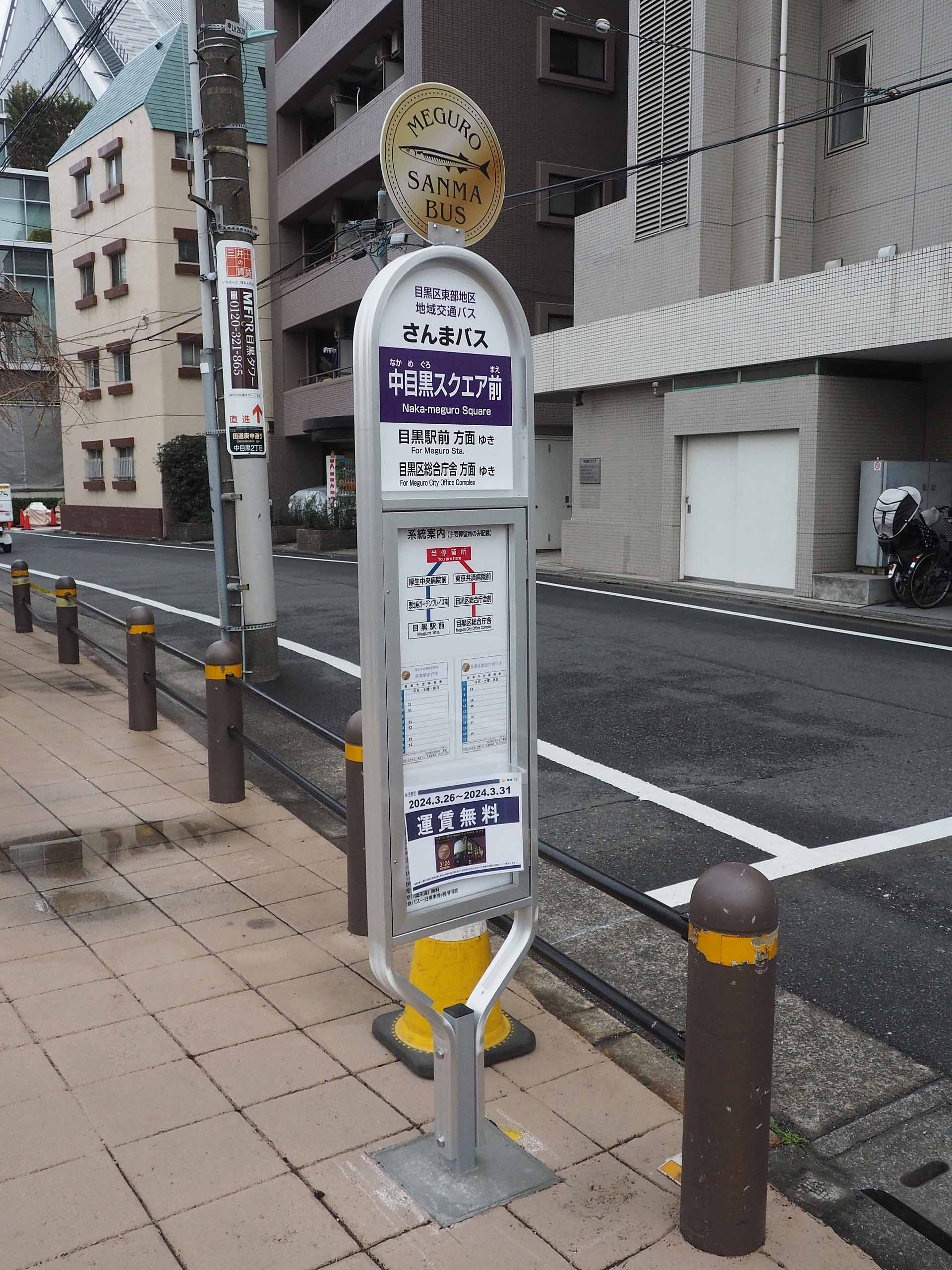
バス停（中目黒スクエア）

- 目黒区総合庁舎 - 東京共済病院 - 茶屋坂 -  恵比寿ガーデンプレイス南 -  三田一丁目 - 目黒駅前

2024年3月26日に運行を開始した目黒区地域交通バス。名前は落語「目黒のさんま」から命名。
専用車両として、区の紋章色である江戸紫を纏った中国BYD製のJ6 2.0が導入されている。

## 廃止路線
※路線の分割等に伴うものを除く

### 公園線
- 黒04：目黒駅→大鳥神社前→清水→都立大学駅（現・都立大学駅北口）→真中（駒沢大学駅前）→駒沢公園→目黒駅

駒沢営業所の環七線の前身だったが、1967年（昭和42年）の環七線の新宿駅延長に伴い、都立大学駅前から先を清水線のルートに付け替える形で新設された。目黒通りを中根町まで進み、中根町交番前交差点を右折、自由通りを国道246号「真中」交差点まで進み左折、駒沢交差点で左折、駒沢通りを左折し駒沢公園に至り、駒沢公園の先で自由通りに入り目黒駅に向かう、終点部分で循環する路線であった。駒沢営業所を通過するが、行き先は「駒沢公園」となっていた。

弦巻営業所の学校線、駒沢営業所のコーチ自由が丘線との重複整理を大義名分として、駒沢営業所の閉鎖に伴う路線再編成に先立って、1984年（昭和59年）1月31日限りで廃止。

### 野沢線（学芸大学駅経由）
- 目黒駅 - 学芸大学駅 - 野沢龍雲寺

### 松濤線
- 宿50：目黒区役所（現・水道局目黒営業所） - 祐天寺 - 中目黒駅 - 大橋 - 東大前 - 代々木八幡（現・代々木八幡駅入口）- 初台坂上 - 西参道 - 新宿駅西口（京王帝都電鉄永福町営業所[注釈 9]と共同運行）

洗足線と中目黒駅で分かれて山手通りを北上し、初台を経由して新宿駅西口まで行く路線。東大前と初台の間は淡島営業所の初台線（現・京王バス中野営業所の渋谷初台線）と同じ、新宿車庫前（初台交差点）と新宿駅西口の間は当時存在した都営バスの橋78系統（現・宿75出入系統）と同一だった。

1965年（昭和40年）にそれまで京王帝都電鉄単独だった駒場線のルートを付け替え、駒場駅（現・駒場東大前駅）と中目黒駅の間を延長し、洗足線につなげる形で東急が新規参入。新宿駅から目黒区東山にあった東急修学旅行会館へのアクセスを確保すると共に、東海大学本部・代々木キャンパス、東海大望星高校への通学輸送を担っていた。1971年（昭和46年）に京王が撤退して東急単独となったが、1974年（昭和49年）1月15日限りで廃止。京王帝都電鉄は目黒区から撤退した。

### 江ノ島線
- 渋谷駅 - 江ノ島（急行運転、江ノ島鎌倉観光鎌倉営業所・藤沢営業所[注釈 10]と共同運行）

1954年（昭和29年）、東急電鉄が打ち上げた有料道路構想「東急ターンパイク」の先駆けとして開設された。

当初は全区間一般道路経由で、渋谷駅から上馬まで玉川通り、上馬から馬込まで環七通り、馬込から横浜まで第二京浜国道を走り、横浜駅からは江ノ電バスの大船・鎌倉経由江ノ島線と同じ鎌倉街道に沿って走った。
その後東急ターンパイクは国直轄事業に取り上げられ、1965年（昭和40年）第三京浜道路として開通。江ノ島線は瀬田から保土ヶ谷まで第三京浜、保土ヶ谷から戸塚まで横浜新道経由の途中ノンストップに変更された。しかし渋滞の悪化と、東急ターンパイク構想の頓挫による事業環境の変化を受け、1974年（昭和49年）6月30日限りで廃止された。江ノ電バス横浜・鎌倉営業所#廃止路線、江ノ電バス藤沢・湘南営業所#廃止路線も参照。

### 長野線
- 渋谷駅 - 高崎 - 軽井沢 - 長野駅

東急における都市間長距離バスの先駆けとして、 1961年（昭和36年）7月1日に運行開始。五島慶太の故郷・長野県と東京を直結する路線だった。先述の江ノ島線とともに「定期観光バス」として運行されていた。午前出発便には「信濃路号」として、午後出発便には「善光寺号」として、それぞれ運行されていた。1971年（昭和46年）6月30日限りで廃止。現在は、関越自動車道・上信越自動車道を経由する高速バスとしてバスタ新宿発着で京王電鉄バスとアルピコ交通（旧・川中島バス）、池袋駅発着で西武バスと長電バスが運行している。

### 競馬線
- 大井町駅東口 - 大井競馬場（直行。池上営業所・下馬営業所と共管）

東京シティ競馬本場開催日、および南関東公営競馬他場あるいは中央競馬の場外発売を行う日のみ運行。大井町駅は東口のヤマダ電機前を発着していた。
元来、池上営業所と京浜急行バス大森営業所の共同運行だったが、コロナ2019のパンデミックに伴う無観客開催と前後して京浜急行バスが撤退。この分を引き受けるため、下馬営業所とともに2022年（令和4年）6月27日付で参入。しかし運転士不足に加えてインターネット投票の普及によりコロナ後の競馬場入場者が思うように回復しないと判断。大井競馬場における中央競馬の場外発売も年に数日しか行われていないため、東急バスは令和5年度開催限りで本路線から撤退する方針を決定した。
2024年（令和6年）3月22日の令和5年度第19回大井開催最終日をもって廃止となり、昭和の時代から続いた大井競馬場への臨時送迎バスは他社も含め全て運行終了となった。同時に、大井町駅と品川区勝島を結ぶバス路線が消滅した。

### 東京都市大学キャンパス間シャトルバス（特定輸送）
- 直行 ： 東京都市大学世田谷キャンパス - 等々力キャンパス

東京都市大学のキャンパス間を結ぶ路線。運賃は無料だが、乗車時に学内で配布されているシャトルバス利用券または学生証の提示が必要。2014年度までは東山田営業所と共管していた。2022年に等々力キャンパスの機能が世田谷キャンパスへ移転・統合されることに伴い廃止。

## 移管路線

### 小山線
- 反11：五反田駅 - 武蔵小山[注釈 12] - 目黒郵便局 - 学芸大学駅 - 野沢龍雲寺 - 上馬 - 駒留 - 世田谷区民会館（世田谷区役所）

2002年（平成14年）5月16日付で東急トランセ管理委託の上、弦巻営業所に移管。目黒担当時代は出入庫便として清水発着があった。

### 三軒茶屋線
- 黒06：目黒駅 - 元競馬場前 - 祐天寺駅 - 五本木一丁目 - 学芸大学付属高校 - 日大農獣医学部前 - 三軒茶屋駅

旧目黒自動車運輸の品川駅 - 祐天寺駅線以来、70年以上に渡り一貫して担当したが、2002年（平成14年）7月16日付で東急トランセ管理委託の上、下馬営業所へ移管。さらに2014年（平成26年）9月1日付で、弦巻営業所に再移管され現在に至る。

### 深沢線
- 黒07：目黒駅 - 清水 - 都立大学駅北口 - 日本体育大学前 - 桜新町駅 - 弦巻営業所

1999年9月1日、弦巻営業所から移管。2007年3月16日付で東急トランセ管理委託の上弦巻営業所に戻される。

### 荏原町線
- 森02：大森操車所 - 大森駅 - 大田文化の森 - 万福寺前 - 馬込橋 - 三本松 - 荏原町駅入口
- 蒲15：蒲田駅 - 蓮沼駅 - 矢口東小学校 - 池上駅 - 池上営業所 - 大田文化の森 - 万福寺前 - 馬込橋 - 三本松 - 荏原町駅入口（平日日中のみ）
- 森02：大森操車所 - 大森駅 - 大田文化の森 - 万福寺前 - 馬込橋 - 荏原営業所（出入庫運用）
- 森02：荏原営業所 - 馬込橋 - 荏原町駅入口（出入庫運用）

荏原営業所が建て替えにより手狭になるとの理由で、2010年（平成22年）4月1日付で移管。その後、工事終了後の2012年（平成24年）10月1日付で荏原へ復帰した。

### しながわ水族館送迎バス
| しながわ水族館送迎バス（初代専用車）E6802 |  | しながわ水族館送迎バス（2代目専用車）E763 |
| しながわ水族館送迎バス（初代専用車）E6802 |  | しながわ水族館送迎バス（2代目専用車）E763 |

- 大井町駅東口 - しながわ水族館（京浜急行バス大森営業所と共同運行）

荏原営業所の建て替えに伴い、2010年（平成22年）4月1日付で移管。工事終了により、2012年（平成24年）10月1日付で復帰した。

### TOCシャトルバス
- 五反田駅 - TOCビル

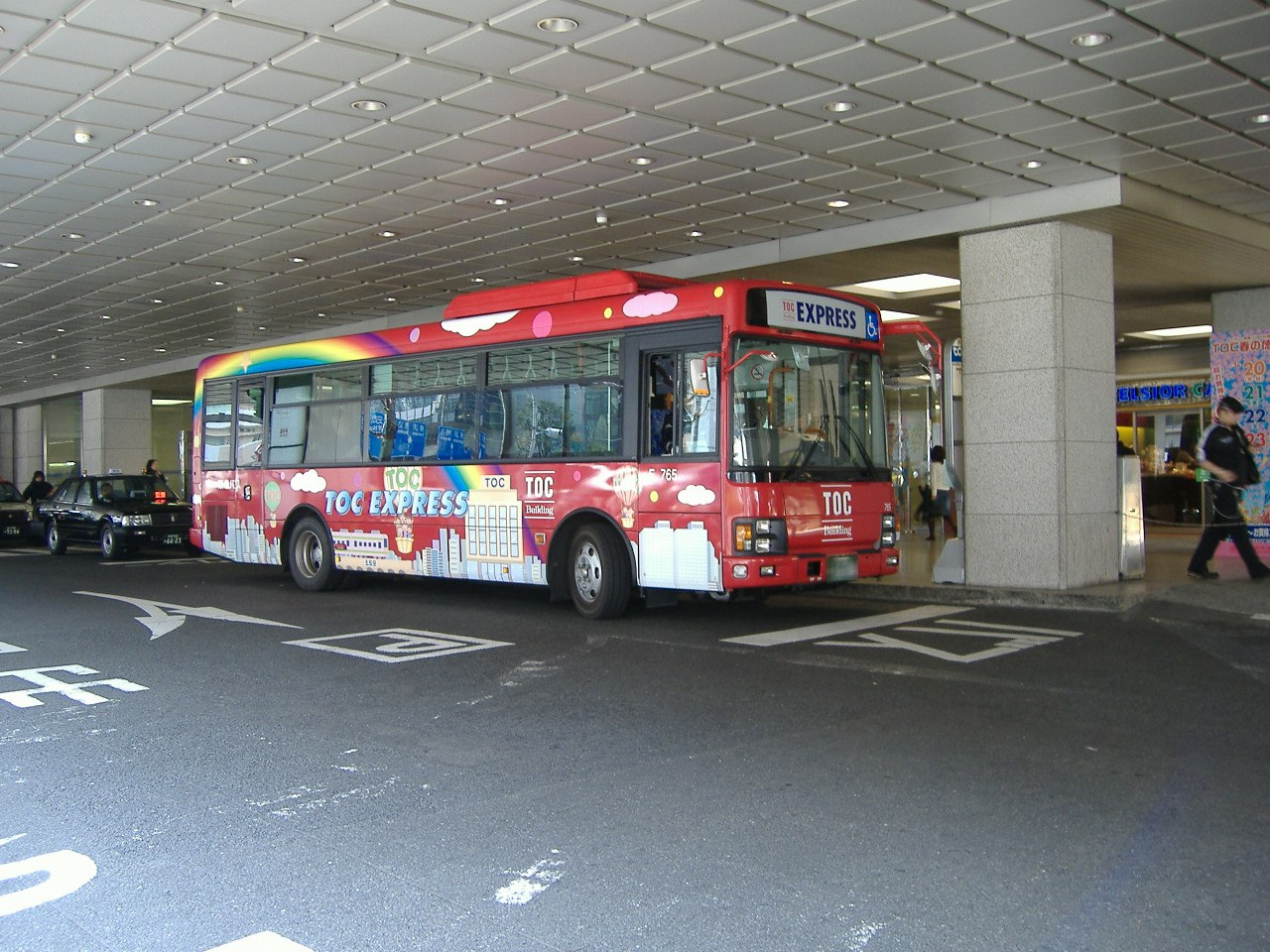
TOCシャトルバス

荏原町線・しながわ水族館間送迎バスと共に、2010年（平成22年）4月1日付で荏原営業所から移管されたが、荏原営業所の建て替え工事終了後の2012年（平成24年）10月1日付で荏原営業所へ復帰した。

### 荏原病院シャトルバス
- 荏原病院（構内）- 洗足池駅（降車のみ）- 大岡山駅

荏原営業所の建て替え工事に伴い、荏原町線やしながわ水族館間送迎バス、TOCシャトルバスと共に2010年（平成22年）4月1日付で荏原営業所から移管されたが、建て替え工事終了後の2012年（平成24年）10月1日付で荏原営業所へ復帰した。

## 車両
2024年6月現在は2カ国6メーカーの車両が在籍しており、大型短尺車と中型車・ナロー車（別名：中型ロング車）小型車、小型EV車、大型EV車が所属。いずれもノンステップバスで、大型短尺車は日野・ブルーリボンシティハイブリッド（2005年度から納車、現在10台配置）とブルーリボンII、三菱ふそう・エアロスター/エアロスター-S（UDトラックスOEM車）、UD・スペースランナーRA、いすゞ・エルガが、洗足線・不動線専用の中型車は日野・レインボーIIと三菱ふそう・エアロミディMKおよびUD・スペースランナーRM、自由が丘線と品川線で主に使用されるナロー車は三菱ふそう・エアロミディが所属していて、小型車は1台、小型EV車は3台、大型EV車が2台所属している。所属台数は89台。
目黒営業所は三菱ふそう（三菱日本重工→三菱重工→三菱自動車→三菱ふそうトラック・バス）と日野、UD（民生デイゼル→日産ディーゼル→UDトラックス）から納車を受けてきた。このうち、UDの大型車は1986年度に先代109車に置き換えられて一旦消滅し、配属のない時代が長らく続いたが、1999年度に深沢線を受け入れた際に弦巻からU-UA440HSNの1991年度車5台が転入していた（のちに小山線が移管された際に弦巻へ復帰）。さらに2007年からUD・スペースランナーRAが配属され、再三にわたり配置されることになった。それに加えて富士重工業（SUBARU）新7EボディをもつUA452が弦巻、下馬や池上、新羽などから転属し、三菱ふそう・エアロスターノンステップに代わって同営業所の一大勢力となっていた。

また、荏原営業所からの路線移管もありいすゞ車も旧M581以来14年ぶりに当営業所に配属されるようになった。荏原営業所からはこのほかUD・スペースランナーJPやしながわ水族館・TOCシャトルバス専用のいすゞ・エルガミオ、東京都保健医療公社荏原病院シャトルバス専用の三菱ふそう・ローザも転入していたが、2012年10月1日の再移管で荏原営業所に出戻っており、貸切登録されたUA452（新羽営業所から転属）の2台も荏原営業所に転属している。
この他、ワンロマ車が都内の営業所で唯一配置されていたが、2018年に新羽営業所に転属したため現在は配置はなくなっている。

2020年と2021年に導入されたトヨタ・SORAは東急バス初の燃料電池駆動車。2024年に配備されたBYD・K8は東急バス初の新造全電動車、かつ中華人民共和国製の車両である。